# شماره شانس اسلوین
شماره شانس اسلوین (به انگلیسی: Lucky Number Slevin) فیلمی است محصول سال ۲۰۰۶ و به کارگردانی پل مک‌گوگان است. در این فیلم بازیگرانی همچون جاش هارتنت، لوسی لیو، بروس ویلیس، ارین کارپلوک، بن کینگزلی، استنلی توچی، پیتر اوتربریج، کوین چامبرلین، دوریان میسیسک، میکلتی ویلیامسون، سام یاگر، دنی آیلو، کوری استول و رابرت فورستر ایفای نقش کرده‌اند.

## خلاصه داستان
«اسلوین» (جاش هارتنت) که با فرد دیگری اشتباه گرفته شده‌است، ناخواسته وارد جنگ دو رقیب بزرگ تبه کار در شهر می‌شود. در همین هنگام اسلوین تحت تعقیب کارآگاه بی رحمی بنام «بریکوسکی» و همین‌طور یک قاتل بدنام مشهور به «گودکت» (بروس ویلیس) است…